# Воля-Дуцька
Воля-Дуцька (пол. Wola Ducka) — село в Польщі, у гміні Вйонзовна Отвоцького повіту Мазовецького воєводства.
Населення — 410 осіб (2011).
У 1975-1998 роках село належало до Варшавського воєводства.

## Демографія
Демографічна структура станом на 31 березня 2011 року:
|          | Загалом | Допрацездатний вік | Працездатний вік | Постпрацездатний вік |
| -------- | ------- | ------------------ | ---------------- | -------------------- |
| Чоловіки | 210     | 42                 | 150              | 18                   |
| Жінки    | 200     | 43                 | 117              | 40                   |
| Разом    | 410     | 85                 | 267              | 58                   |